# Burg Asselfingen
Die Burg Asselfingen sind die Reste einer Burg beim Gasthof „Zum Hirsch“ in Asselfingen, im Alb-Donau-Kreis in Baden-Württemberg.
Die Burg wurde im 13. Jahrhundert von den Herren von Asselfingen erbaut und 1282 erwähnt. Von der Burg sind noch verbaute Mauerreste im Haus-Nr. 14 in Asselfingen und Reste des Grabens zu sehen.